# Justificación de la guerra de Irak

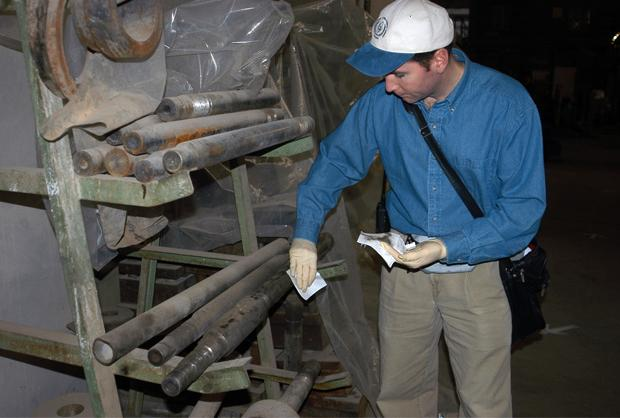
Inspector de las Naciones Unidas en Irak

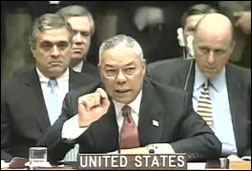
El 5 de febrero de 2003-El Secretario de Estado de los Estados Unidos Colin Powell sosteniendo un vial modelo de anthrax mientras daba una presentación en el Consejo de Seguridad de las Naciones Unidas

La Justificación de la Guerra de Irak  (que incluye la invasión a Irak en 2003 y las hostilidades posteriores) ha sido un tema de mucha discusión desde que la Administración de George Bush comenzó una presión militar importante en Irak a finales de 2001. La justificación principal para la guerra de Irak se creó a través de una resolución conjunta entre el Congreso de los Estados Unidos conocida como la Resolución de Irak.
Los Estados Unidos mencionaron que la intervención tenía el propósito de retirar "un régimen que desarrolló y usó armas de destrucción masiva, que albergó y apoyó el desarrollo de grupos terroristas, que cometió indignantes violaciones a los derechos humanos y desafió las demandas de las Naciones Unidas y el mundo entero" Se han sugerido razones adicionales como "cambiar el panorama del Medio Oriente y negar el apoyo militar al Islam mediante una presión militar a los países que lo apoyan" La justificación para la invasión a Irak fue "los Estados Unidos, tomando en cuenta la autoridad del Consejo de Seguridad de las Naciones Unidas y sus resoluciones 678 y 687, decidió invadir Irak y usar todos los medios necesarios para hacer que Irak respondiera y adoptara las medidas solicitadas por la comunidad internacional".
Al frente de la invasión, los Estados Unidos y el Reino Unido enfatizaron el argumento de que Sadam Husein estaba desarrollando armas de destrucción masiva y que por lo tanto representaba una amenaza directa a sus vecinos, a los Estados Unidos y a la comunidad Internacional. Los Estados Unidos mencionaron "el 8 de noviembre de 2002, el Consejo de Seguridad de la ONU adoptó de manera unánime la Resolución 1441, Los 15 miembros del Consejo de Seguridad acordaron dar a Irak una última oportunidad de cumplir con sus obligaciones y desarmar o afrontar las duras consecuencias de no hacerlo. La resolución fortaleció el mandato de la Comisión para el Monitoreo y la Verificación de la ONU y el de la Agencia Internacional de Energía Atómica (AIEA), dándoles la autoridad de ir a cualquier sitio, a cualquier hora y el poder de hablar con quien sea para verificar el desarme de Irak". Desde finales de 2001, a lo largo de 2002 e inicios de 2003, la administración de Bush trabajó en la construcción de un caso para la invasión de Irak, la que culminó con la solicitud del entonces Secretario de Estado Colin Powell dirigida al Consejo de Seguridad en 2003. Poco después de la intervención, la Agencia Central de Inteligencia, la Agencia de Inteligencia y Defensa y otras agencias de inteligencia desacreditaron la evidencia relacionada con las armas iraquíes, así como los lazos con Al-Qaeda y en este punto la Administración de Bush y Blair comenzaron a cambiar a justificaciones secundarias para la guerra como el historial de derechos humanos de Hussein y la promoción de la democracia en Irak. La opinión pública mostró que los ciudadanos de casi todos los países se opusieron a la intervención militar incluso con la aprobación de las Naciones Unidas y vieron a los Estados Unidos como una amenaza a la paz mundial. El secretario general de la ONU, Kofi Annan describió a esta guerra como ilegal, mencionando en una entrevista en septiembre de 2004 que "esta intervención no estaba apoyada por el Consejo de Seguridad"
Los puntos de crítica a esta guerra se centraron en la falsedad de las evidencias y el constante cambio de la justificación de la guerra, adicionalmente se criticó a la Administración de George W. Bush bajo el supuesto de que fabricaron las evidencias para justificar la invasión.  Los que apoyaron esta intervención decían que la amenaza de Irak y Saddam Hussein era real. Estados Unidos encabezó el proceso de "re-direccionamiento de las armas de destrucción masiva de Irak y la re-ubicación de los científicos, ingenieros en empleos de civiles que participaron en su creación, y se opusieron a la emigración de esta comunidad de Irak." Otro críticos han dicho que la guerra de Irak tiene muchas similitudes con la Guerra de Corea y la Guerra de Vietnam.
Los Estados Unidos declararon terminado oficialmente su papel de combatientes en Irak el 31 de agosto de 2010, sin embargo cientos de tropas permanecieron en el país hasta que todas las tropas de Estados Unidos fueron retiradas en diciembre de 2011; mientras tanto, algunas tropas lucharon contra los insurgentes iraquíes. En junio de 2014, las fuerzas de Estados Unidos fueron re-instaladas en Irak debido al escalamiento de la inestabilidad en la región y para junio de 2015 el número de tropas terrestres era de alrededor de 3,550. Entre diciembre de 2011 y junio de 2014, el Departamento de la Defensa estimó oficialmente que había entre 200 y 300 sujetos en el personal base en la Embajada de los Estados Unidos en Bagdad.

## Antecedentes
La Guerra del Golfo de 1991 nunca terminó oficialmente porque no se estableció un armisticio. Como resultado, las relaciones entre los Estados Unidos, las Naciones Unidas e Irak se mantuvieron tensas, a pesar de que Saddam Hussein anunció de manera formal que terminaba la invasión a Kuwait y realizó pagos de reparaciones a Kuwait. Los Estados Unidos y las Naciones Unidas mantuvieron una política de contención hacia Irak lo cual incluía sanciones económicas, zonas de prohibición aérea protegidas por Estados Unidos, el Reino Unido y Francia (hasta que se terminaron las operaciones de no vuelo en 1998) e inspecciones continuas en el programa de armas de Irak. En 2002, el Consejo de Seguridad de la ONU aprobó de manera unánime la Resolución 1441 la cual demandaba a Irak "que cumpliera sus obligaciones de desarme" y permitiera inspecciones de armas. Algunos de los críticos de la guerra de Irak como el ex inspector Scott Ritter estableció que estas sanciones e inspecciones de armas, apoyadas por las administraciones de Bush y Clinton, tenían el propósito de generar un cambio en el régimen, que a su vez, cambiarían el panorama de Irak.
La política de Estados Unidos cambió en 1998 cuando el Congreso de los Estados Unidos fue aprobado y el presidente Bill Clinton firmó el "Acto de la Liberación de Irak" después de que Irak terminó su cooperación con los inspectores de la ONU en agosto del año anterior. El acto hizo oficial la política de los Estados Unidos de "apoyar los esfuerzos de retirar el régimen encabezado por Saddam Hussein y retirarlo del poder..."  a pesar de que también dejó en claro que "nada en este acto debe ser utilizado para autorizar o usar a las Fuerzas Armadas de los Estados Unidos".  Esta legislación contrastaba a lo establecido en la Resolución 687 del Consejo de Seguridad de la ONU, la cual no mencionaba nada respecto a un cambio en el régimen.
Un mes después de la aprobación del "Acto de Liberación de Irak" los Estados Unidos y el Reino Unido llevaron a cabo una campaña de bombardeo en Irak llamada Operación Zorro del Desierto.La justificación de esta campaña fue impedir al gobierno de Hussein la producción de armas químicas, biológicas y nucleares, pero el personal de seguridad de los Estados Unidos reportaron que se esperaba que esto también ayudaría a disminuir el poder de Hussein.
La campaña presidencial para las elecciones de 2000 del partido republicano incluyó la "completa implementación" del Acto de la Liberación de Irak y el derrocamiento de Saddam Hussein; y algunos de los asesores clave de Bush, como el Vice Presidente Dick Cheney, el Secretario de Defensa Donald Rumsfeld, y el Diputado de Rumsfeld Paul Wolfowitz, fueron considerados como los abogados de la invasión de Irak y contribuyeron en la elaboración del reporte de septiembre de 2000 llamado el Proyecto para el Nuevo Siglo Estadounidense el cual establecía que se requería una invasión a Irak como mecanismo para que los Estados Unidos "tuvieran un papel permanente en la seguridad regional del Golfo..." Después de dejar la administration, el exsecretario del tesoro de Bush Paul O´Neill dijo que "el plan de contigencia" para el ataque a Irak fue planeado desde la inauguración y que la Primera Junta del Consejo Nacional de Seguridad incluyó la discusión de la invasión. El General de la Armada retirado Hugh Shelton expresidente de la Junta de Jefes de Personal, dijo no haber visto nada que indicara que los Estados Unidos estaban cerca de atacar Irak durante la administración de Bush.
A pesar de que los asesores clave de Bush mostraron interés en invadir Irak, ocurrieron muy pocos movimientos formales hacia la invasión de Irak, hasta los ataques del 11 de septiembre de 2001. De acuerdo con los auxiliares que ayudaron y que estaban con el Secretario de Defensa Donald Rumsfeld en el Centro de Comando Nacional militar el 11 de septiembre, Rumsfeld solicitoː "La mejor información lo más rápido. Se juzgará si se golpea los suficientemente bien a Saddam Hussein al mismo tiempo. No sólo a Osama bin Laden." Las notas también lo citan a el diciendo "Vamos a lo grande" y "Barrer con todo. Las cosas relacionadas y las no relacionadas"
  En los días posteriores al 11 de septiembre, el equipo de seguridad de la Administración de Bush debatió activamente la Invasión a Irak. Un memo escrito por el Secretario Rumsfeld en la fecha del 27 de noviembre de 2001 consideraba una guerra Estados Unidos-Irak. Una sección del memo cuestiona "¿Cómo empezar?", listando múltiples justificaciones para dicha guerra. Dicha administración optó por limitar la respuesta militar inicial a Afganistán. En enero de 2002, el Presidente Bush comenzó a introducir a la nación la Invasión a Irak, llamando a Irak un miembro del eje del mal y diciendo que "Los Estados Unidos de América no permitirían que uno de los regímenes más peligrosos los amenazara con las armas más destructivas".  A lo largo del siguiente año, la Administración de Bush comenzó a hacer presión a la comunidad internacional por apoyo en la Invasión a Irak, una campaña que terminó con una presentación de la Secretaría de Estado Colin Powell el 5 de febrero de 2003 en el Consejo de Seguridad de las Naciones Unidas  Después de no obtener el apoyo de la ONU, Estados Unidos buscó apoyo en otros lados como el Reino Unido, pequeños contingentes de Australia, Polonia y Dinamarca, en conjunto llevaron a cabo una invasión el 20 de marzo de 2003 bajo la autoridad de las resoluciones del Consejo de Seguridad de la ONU 660 y 678.

### La Resolución de la Guerra de Irak

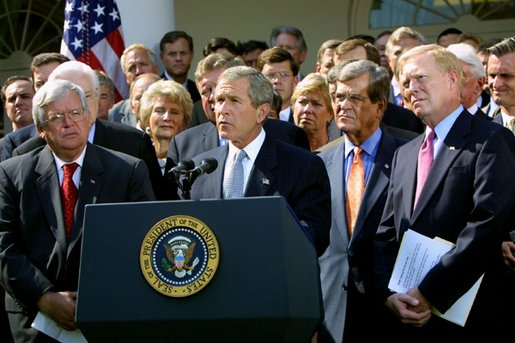
El Presidente George Bush, rodeado por líderes del Senado, anuncia la Resolución Conjunta para autorizar el uso de las Fuerzas Armadas de los Estados Unidos en contra de Irak, el 2 de octubre de 2002.

En octubre de 2002, el Congreso de Estados Unidos citó bajo la Resolución de la Guerra de Irak algunos de los factores para justificar el uso de la fuerza militar en contra de Irakː 
- Irak no se apegó a las condiciones del acuerdo de cese al fuego de 1991, incluyendo la interferencia a los inspectores de armas de la ONU.
- La postura de Irak en la producción de armas y en el desarrollo de programas para desarrollar dichas armas "representa una amenaza a la seguridad de los Estados Unidos y a la paz internacional y a la seguridad de la región del Golfo persa".
- La "represión brutal del gobierno de Irak a su población civil".
- La "capacidad de Irak y su disposición para usar armas de destrucción masiva en contra de otras naciones y de su propia población".
- Las hostilidades de Irak hacia los Estados Unidos como se demostró en el intento de asesinato del expresidente George H. W. Bush y los disparos aéreos en coalición en las regiones aéreas prohibidas en 1991 en la guerra del Golfo.
- Se sabe que miembros de Al-Qaeda, una organización responsable de los ataques a los Estados Unidos, sus ciudadanos, sus intereses, incluyendo los ataques ocurridos en septiembre de 2001, están localizados en Irak. .
- "El apoyo continuo de Irak a otras organizaciones internacionales terroristas" incluyendo organizaciones terroristas anti-Estados Unidos.
- El pago de apoyos por parte de Irak a los bombarderos suicidas.
- Los esfuerzos del Congreso y del Presidente para luchar en contra de terroristas, incluyendo a los terroristas del 11 de septiembre de 2001 y aquellos que los apoyaron.
- La autorización por la Constitución y el Congreso al Presidente para pelear en contra del terrorismo anti-Estados Unidos.
- Los gobiernos en Turquía, Kuwait y Arabia Saudita le temían a Saddam y querían que se le removiera del poder.
- Citando el Acto de Liberación de Irak de 1998, la resolución reiteraba que la política de los Estados Unidos debían remover el régimen de Saddam Hussein y promover una transición democrática.

La resolución requirió esfuerzos diplomáticos del Presidente Bush en el Consejo de Seguridad de la ONU para "obtener acciones rápidas y decisivas por el Consejo de Seguridad para asegurar que Irak abandonara su estrategia de retardar, evadir, evitar y/o pasar por alto las resoluciones del Consejo de Seguridad". Se autorizó a los Estados Unidos usar las fuerzas militares para "defender la seguridad nacional de los Estados Unidos en contra de las constantes amenazas de Irak; y fortalecer las resoluciones del Consejo de Seguridad respecto a Irak."

## Armas de destrucción masiva
A través del desarrollo de la invasión de Irak, George Bush y Tony Blair expresaron explícitamente que estaban preocupados por una sola pregunta para los inspectores de las Naciones Unidasː ¿El régimen iraquí se había desarmado completamente, como se le solicitó en la Resolución 1441 o no? El gobierno de los Estados Unidos basaron sus justificaciones en que Irak estaba desarrollando armas de destrucción masiva, incluyendo armas nucleares, todo esto en documentos que la CIA y otras agencias creyeron poco fiables. En una conferencia en octubre de 2002, George W. Bush dijo que:
"La política establecida de los Estados Unidos es un cambio de régimen.... Sin embargo, si Huseín decidía cumplir con todas las condiciones de las Naciones Unidas, condiciones que he descrito de manera clara en términos que todos pueden entender, eso por sí mismo será señal de que el régimen ha cambiado".
De forma similar, en septiembre de 2002, Tony Blair estableció en una respuesta a una pregunta parlamentaria que "el cambio de régimen iraquí sería un maravilloso acontecimiento. Pero éste no es el propósito de nuestras acciones; nuestro propósito es el desarme de las armas de destrucción masiva...." En noviembre de ese año, Tony Blair estableció que:
"nuestro propósito final es el desarme, no un cambio de régimen. Ahora creo que el régimen de Saddam es muy brutal y represivo, y pienso que hace un daño enorme al pueblo de Irak.... así que no tengo dudas de que Saddam es muy malo para Irak, pero por otro lado no tengo dudas de que nuestro reto de las Naciones Unidas es el desarme de las armas de destrucción masiva y no un cambio de régimen."
En una conferencia de prensa el 31 de enero de 2003, George Bush estableció "Saddam Hussein debe entender que si no se desarma, en busca de la paz, nosotros al igual que nuestros aliados desarmaremos a Sadam Husein." El 25 de febrero de 2003 Tony Blair dijo al parlamento "detesto el régimen. Pero incluso ahora él puede salvar esto acatando las demandas de las Naciones Unidas, de hecho estamos preparados para conseguir un desarme pacífico."
Como secretaria de Estado Colin Powell resumió en su presentación del 5 de febrero de 2003 al Consejo de Seguridad de las Naciones Unidas "los hechos y el comportamiento de Irak muestran que Saddam Hussein y su régimen están incrementando sus esfuerzos en producir más armas de destrucción masiva." El 10 de abril de 2003 la secretaria de Prensa Ari Fleischer reiteró que "Sin miedo a equivocarme -como dije antes- tenemos mucha confianza en que ellos tienen armas de destrucción masiva. De esto se trataba la guerra y se trata. Y confiamos que lo encontraremos." A pesar de que la Administración de Bush se mantenía firme en el acierto de que el programa de armas de destrucción masiva de Irak era la justificación de la invasión iraquí, el exsecretario de la Defensa Paul Wolfowitz en una entrevista en mayo de 2003 dijo que las convicciones de la administración para la justificación de la invasión de Irak "Por razones burocráticas, nos centramos solo en un problema -armas de destrucción masiva- por que este es un tema en el que todos concuerdan."
Después de la invasión y a pesar de las investigaciones exhaustivas llevadas a cabo por el Grupo de Investigaciones en Irak que incluyó más de 1,400 miembros no mostró evidencia de un programa de armas iraquíes. Por el contrario, la investigación concluyó que Irak había destruido todas sus formas de fabricación de armas de destrucción masiva y cesó la producción en 1991 cuando las sanciones fueron impuestas. El fracaso en encontrar la evidencia de los programas de destrucción masiva seguido de la invasión llevó a una controversia considerable en Estados Unidos y en todo el mundo, incluyendo reclamos de haber manipulado la información para apoyar la invasión, por los críticos de la guerra a la administración de Bush y Blair.

### Inspecciones de la ONU antes de la invasión
Entre 1991 y 1998, el Consejo de Seguridad de las Naciones Unidas le asignó la tarea a la Comisión Especial en Desarme de las Naciones Unidas (UNSCOM por sus siglas en inglés) de buscar y destruir las armas de destrucción masiva de Irak. En 1996 la UNSCOM descubrió evidencia de armas biológicas y supervisó la destrucción del sitio de producción de arma- que se suponía era una granja de pollos pero con defensas anti aéreas. En 1998, Scott Ritter líder del equipo de inspección de la UNSCOM encontró lagunas en los archivos de los prisioneros de Abu Ghraib, durante las investigaciones en los argumentos de que los prisioneros estaban siendo usados en pruebas con armas de ántrax. Cuando se le preguntó al goober de Irak respecto a los documentos perdidos, el gobierno contestó que Ritterestaba trabajando para la CIA y se opuso a cooperar con la UNSCOM.
El 26 de agosto de 1998, aproximadamente 2 meses antes de que los Estados Unidos ordenaran a las Naciones Unidas que los inspectores se retiraran de Irak, Ritter renunció a su puesto en lugar de participar en lo que llamó "la ilusión del control de armas". En su carta de renuncia al embajador Butler, Ritter escribió "La triste verdad es que Irak no está desarmado...... la UNSCOM tiene buenas razones para creer que hay un número significativo de armas y componentes relacionados y las vías para manufacturar dichas armas en Irak, lo que ha llevado a la comisión y al mundo tener una seria preocupación respecto a los sistemas de producción de Irak". El 7 de septiembre de 1998 en un testimonio al Comité del Senado de Fuerzas Armadas y Relaciones Internacionales, se le cuestionó a Scott Ritter por John McCain (R, AZ) si la UNSCOM tenía la capacidad para sugerir que Irak había ensamblado los componentes de tres armas nucleares a lo que Ritter respondió "La Comisión Especial tiene información de inteligencia, lo que sugiere que los componentes para ensamblar las tres armas nucleares existen, a lo que falta el material feasible, Así es."
El 8 de noviembre de 2002 el Consejo de Seguridad de la ONU aprobó la resolución 1441, dándole a Irak "una última oportunidad para cumplir sus obligaciones de desarme" incluyendo inspecciones sin restricciones por la Comisión de Monitoreo, Verificación e Inspección de las Naciones Unidas (UNMOVIC por sus siglas en inglés y la Agencia Internacional de Energía Atómica. Saddam Hussein aceptó la resolución el 13 de noviembre y los inspectores regresaron a Irak bajo la dirección del presidente de la UNMOVIC Hans Blix y el Director de la IAEA, el Director General Mohamed ElBaradei. Entre ese tiempo y el tiempo de invasión, la IAEA "no encontró ninguna evidencia o una indicación plausible de la reactivación del programa de armas nucleares de Irak"; la IAEA concluyó que algunos artefactos que pudieron haber sido usados para el enriquecimiento de material nuclear, como tubos de aluminio tenían otros propósitos. La UNMOVIC "no encontró evidencia de la continuación del re-establecimiento de los programas de armas de destrucción masiva" o cantidades significativas de artefactos prohibidos. La UNMOVIC supervisó la destrucción de un número pequeño de ojivas de armas químicas, 50 litros de gas mostaza que habían sido declarados por Irak y manejados por la UNSCOM en 1998 y cantidades de laboratorio de precursor de gas, junto con 50 misiles Al-Samoud de un diseño que Irak argumentaba que no excedía el rango permitido de 150 km, pero que había viajado 183 km en las pruebas. Un poco antes de la invasión, la UNMOVIC estableció que les tomaría "meses" para verificar si Irak estaba acatando la Resolución 1441.

### Investigación formal después de la invasión
Después de la invasión, el Grupo de Investigaciones de Irak (GII), encabezado por el estadounidense David Kay, fue algid para realizar la investigación para las armas de destrucción masiva. La investigación concluyó que la producción iraquí de armas de destrucción masiva cesó y todas las ojivas principales fueron destruidas en 1991 cuando se impusieron las sanciones económicas, pero que se re-establecieron los intentos de producción una vez que se levantaron las sanciones. El grupo también concluyó que Irak continuaba en el desarrollo de misiles de largo alcance prohibidos por las Naciones Unidas hasta justo antes de la invasión de 2003.
En un reporte interino el 3 de octubre de 2003, Kay reportó que el grupo no había "contra aún reservas de armas", pero había descubierto "decenas de programas relacionados con las armas de destrucción masiva" incluyendo laboratorios clandestinos útiles para llevar a cabo una guerra química y biológica" un complejo de un laboratorio dentro de una prisión "posiblemente usado para probar agentes químicos y biológicos", viales de C. botulinum y Bacteria Okra almacenados en la casa de un científico, pequeñas partes y documentos de 12 años que "habrían sido útiles para el enriquecimiento de uranio" combustible parcialmente declarado y sin declarar para misiles de tipo Scud con rangos que van más allá de los 150 km de límite que permite la ONU "planes y diseños avanzados para misiles de largo alcance con rangos que podrían alcanzar hasta los 1000 km", deseos de adquirir tecnología de misiles de largo alcance de Corea del Norte y destrucción de documentos en instalaciones militares en Baghdad. Ninguno de los programas de armas de destrucción masiva incluyeron la producción activa; en su lugar tenía el propósito de reunir la experiencia necesaria para continuar con los trabajos una vez que las naciones terminaran. El personal iraquí envuelto con estos trabajos, dijeron que tenían instrucciones de encubrir todo esto a los inspectores de la ONU.
Después de que Charles Duelfer tomó el puesto de Kay en enero de 2004, Kay dijo en un discurso en el Senado que "casi estuvimos por completo equivocados" respecto al tema de que Irak tenía la existencia de armas de destrucción masiva, pero que los hallazgos del grupo de investigación sobre Irak hicieron "más pellagrous" a Irak en comparación a lo que se pensaba antes de la guerra. En una entrevista, Kay dijo que "mucho" del ex-programa de armas de destrucción masiva del gobierno iraquí había sido movido a Siria un poco antes de la invasión de 2003, pero que esto no incluía grandes cantidades de armas.
El 30 de septiembre de 2004, El grupo de Investigación sobre Irak, bajo la dirección de Charles Dueler realizó un reporte extensivo. El reporte mencionaba que "la capacidad de Irak para producir armas de destrucción masiva... fue destruida en 1991" y que Saddam Hussein subsecuentemente se enfocó en terminar las sanciones y "mantener la capacidad de reconstruir sus armas de destrucción masiva cuando se terminaran las sanciones". No se encontró evidencia de que se continuara con la producción de armas de destrucción masiva después de la imposición de las sanciones en 1991; sin embargo, "para 2000-2001 Saddam había encontrado la manera de mitigar los efectos de las sanciones".
El reporte concluyó con sus hallazgos claves que "Saddam tenía tanto dominio sobre el régimen que estratégicamente estaba solo.... El antiguo régimen no tenía una estrategia escrita formal o un plan para retomar el programa de armas de destrucción masiva después de las sanciones. Tampoco no había un grupo identificado para la realización de las políticas de armas de destrucción masiva separados de Saddam. En su lugar, sus tenientes entendieron que la incorporación del programa de armas de destrucción masiva fue la meta final de Saddam de acuerdo a lo que decía verbalmente"   El reporte también incluyó unas notas que decían que "Irán fue el motivador para retomar el programa de armas de destrucción masiva en Irak..... El deseo de balancear Israel y adquirir estatus e influir en el mundo árabe" En un apéndice de marzo de 2005 se mencionó que "Basados en la evidencia recolectada al presente, el grupo de Investigaciones sobre Irak consideró que era muy poco probable que hubiera existido una transferencia de armas de destrucción masiva de Irak a Siria; Sin embargo, pudieron haber existido movimiento de armas de destrucción masiva de manera extraoficial."
El 12 de enero de 2005, las fuerzas militares de Estados Unidos abandonaron la búsqueda formal. Algunos transcritos de las juntas de alto nivel entre el gobierno de Saddam Hussein antes de la invasión fueron consistentes con las conclusiones del grupo de investigaciones sobre Irak respecto a que se había destruido las armas de destrucción masiva pero que se habían mantenido la información de experiencia para restaurar el programa.

### Descubrimiento de armas químicas
Durante la búsqueda de armas de destrucción masiva después de la invasión, las fuerzas de Estados Unidos y Polonia localizaron armas químicas que se relacionaron con la guerra Irán-Irak. Estos descubrimientos llevaron al exsenador Rick Santorum (R-PA) y al representante Peter Hoekstra (R-MI) a decir que los Estados Unidos habían encontrado armas de destrucción masiva en Irak.
Estas aseveraciones fueron refutadas por el experto en armas David Kay, quien fue el director original del Grupo de Investigaciones sobre Irak, y su sucesor Charles Duelfer. Ambos hicieron claro que las armas químicas encontradas no eran las  "armas de destrucción masiva" que Estados Unidos estaba buscando y que sus descubrimientos no sugerían un arsenal de armas químicas o un programa en curso para crear dichas armas bajo la administración de Hussein. Kay agregó que expertos en armas químicas de Irak concordaban "casi en un 100 por ciento" y que el agente de gas sarín producido en 1980 ya no era peligroso y que las armas químicas encontradas eran  "menos tóxicas que la mayoría de los productos que los americanos tienen bajo los fregaderos de sus cocinas en este momento". En respuesta,  Hoekstra dijo "Estoy cien por ciento seguro de que si David Kay tuviera la oportunidad de mirar esos reportes, el concordaría en que estas cosas son mortales." En una discusión de estos hallazgos, durante el programa  Talk of the Nation, Charles Duelfer describió dichos residuos químicos como peligrosos pero no mortales. 
Lo que encontramos, junto con la ONU y subsecuentemente con el Grupo de Investigaciones sobre Irak, es que algunos de estos residuos presentan un agente altamente degradado, pero aún es peligroso. Ustedes saben, puede ser peligroso localmente, si un insurgente lo obtiene y quiere crear una peligro local, podría exportar. Cuando estaba llevando a cabo las investigaciones en Irak tuvimos un par de ellos que fueron transformados en artefactos explosivos improvisados. Pero son amenazas locales. Estas armas no son grandes armas de destrucción masiva.
Las armas químicas degradadas fueron descubiertas por primera vez en mayo de 2004 cuando un agente del gas sarín fue utilizado en un artefacto explosivo improvisado en Irak. El artefacto explotó antes de que fuera desarmado y dos soldados mostraron síntomas de una exposición leve a sarín. Se acordonó un radio de 155 metros como si hubiera sido un artefacto altamente explosivo, indicando que los insurgentes que habían puesto el artefacto explosivo no sabían que contenía gas sarín. En ese mismo mes se encontró un contenedor con gas mostaza abandonado a la mitad de un camino en Baghdad.
En julio de 2004, tropas polacas encontraron evidencia de un material químico degradado cuando descubrieron a insurgentes tratando de comprar ojivas de gas ciclosarín producido durante la guerra Irán-Irak. En sus esfuerzos por frustrar la adquisición de estas armas por parte de los insurgentes, las tropas polacas compraron dos misiles el 23 de junio de 2004. El ejército de Estados Unidos determinó después que estos dos misiles tenían únicamente trazas de sarín tan pequeñas y deterioradas que eran virtualmente inofensivas y hubieran tenido un "impacto limitado o nulo si hubieran sido usado por las fuerzas insurgentes en contra de las fuerzas de coalición".

### Conclusiones
El fracaso en encontrar el arsenal de armas de destrucción masiva en Irak causó una controversia considerable, particularmente en los Estados Unidos. La presidencia de George W. Bush y el Primer Ministro del Reino Unido, Tony Blair  defendieron su decisión de ir a la guerra, alegando que muchas naciones, incluso aquellas que se oponían a la guerra creían que el gobierno de Hussein estaba desarrollando activamente armas de destrucción masiva.
Algunos críticos como el Presidente del Comité Nacional Demócrata, Howard Dean, culpó a las administraciones de Bush y Blair de haber falsificado evidencia para construir un caso para la guerra. Estas críticas se fortalecieron en 2005 con la publicación del Memorándum Downing Street, escrito en julio de 2002, en el cual el exjefe del Servicio de Inteligencia Militar Británico escribió que "la inteligencia y algunos datos estaban siendo ajustados de acuerdo a las políticas" respecto a retirar a Saddam Hussein del poder.
Mientras que el Memorándum Downing Street y el escándalo de la torta amarilla llevaron a creer que la inteligencia fue manipulada, dos investigaciones bipartidistas, una por el Comité de Inteligencia del Senado y la otra por una reunión especial de la Comisión de Inteligencia en Irak presidida por Charles Robb y Laurence Silberman, no encontraron evidencia de presión política sobre el análisis de inteligencia. Una investigación independiente realizada por El Centro de Políticas Públicas Annenberg encontró por otro lado que la administración de Bush hizo un mal uso de la inteligencia en los comunicados públicos. Por ejemplo, el comunicado del vicepresidente Dick Cheney en septiembre de 2002 en una conferencia de prensa "nosotros sabemos, con absoluta certeza que Saddam está usando un sistema para adquirir el equipo necesario para enriquecer uranio y construir armas nucleares" eran inconsistentes con el punto de vista de la comunidad de inteligencia en aquel tiempo.
En un estudio en coautoría del Centro para la Integridad Pública encontró que en los dos años después del 11 de septiembre de 2001 el presidente y los oficiales de más alto rango de la administración habían hecho 935 declaraciones falsas, en una campaña pública orquestada para obtener apoyo público para la guerra, y la prensa era en gran parte cómplice en su cobertura acrítica de las razones aducidas para ir a la guerra. El comentarista Bill Moyers hizo algunos puntos a lo largo de la guerra y previo a la conferencia de prensa nacional sobre la guerra de Irak Moyers predijo de manera correcta "por lo menos una docena de veces durante las conferencias de prensa el presidente citará los acontecimientos del 11 de septiembre de 2001 y Al-qaeda para justificar un ataque a un país que no había atacado a los Estados Unidos. Pero los cuerpo de prensa de la Casa Blanca no harán preguntas difíciles respecto a este tema." Moyers denunció posteriormente la complicidad de la prensa en la campaña de la administración de la guerra, diciendo que los medios "se rindieron y renunciaron a su independencia y escepticismo para unirse al gobierno de los Estados Unidos y promover la guerra," y la administración "necesitaba aliados en los medios para transmitir su propaganda como noticias para alentarlos."
Muchos miembros de la comunidad de inteligencia expresaron un sincero rechazo acerca de las especulaciones de los programas armamentistas de Irak. Cuando testificó en el Congreso en enero de 2004, David Kay, el director original del Grupo de Investigaciones sobre Irak, dijo de manera inequívoca que "sucede que estamos completamente equivocados, probablemente y bajo mi juicio pero todo es muy preocupante".  Después agregó en una entrevista que la comunidad de inteligencia le debía al presidente una disculpa.
Justo después de la invasión, se prestó mucha atención al papel de la prensa en la promoción de los argumentos del gobierno respecto a la producción iraquí de armas de destrucción masiva. Entre 1998 y 2003, el periódico The New York Times  y otros diarios influyentes de Estados Unidos publicaron numerosos artículos respecto a sospechosos iraquíes que se relacionaban con el programa de rearme con encabezados como "El trabajo iraquí un Reporte de Bomba" e "Irak sospechoso de Esfuerzos Bélicos". Después se descubrió que todos estos artículos no eran reales, y la mayoría eran creados por Ahmed Chalabi, un exiliado iraquí con nexos importantes a la Administración de Bush y quien coincidía en apoyar la invasión.
También existe cierta controversia respecto a si la invasión incrementó o disminuyó el potencial de la proliferación nuclear. Por ejemplo, cientos de toneladas de explosivos de uso dual que pudieron haber sido utilizados para detonar materiales explosivos en armas nucleares fueron encontradas por la IAEA en un refugio de Al Qa'qaa en enero de 2003. Inmediatamente después de la invasión, los inspectores de la ONU habían revisado las puertas cerradas del búnker, pero no su contenido. Para octubre, el material ya no fue encontrado. La IAEA expresó su preocupación respecto a que el material pudo haber sido desplazado después de la invasión, lo que suponía una amenaza de proliferación nuclear. Los Estados Unidos dieron a conocer algunas fotografías satelitales del 17 de marzo, las cuales mostraban algunos camiones en dicho sitio lo suficientemente grandes para desplazar el material nuclear antes de que las tropas de Estados Unidos llegaran al lugar en abril. Eventualmente, el Comandante Austin Pearson del Cuerpo de Fuerzas de Acción, un cuerpo de fuerzas encargado de asegurar y destruir municiones iraquíes después de la invasión declaró que el grupo de trabajo había retirado alrededor de 250 toneladas de material del sitio y lo había detonado o utilizado para detonar otras municiones. Se crearon ciertas preocupaciones similares respecto a materiales de uso dual, como el aluminio enriquecido; antes de la invasión, los Estados Unidos citaron dichos materiales como evidencia del programa de armas nucleares iraquí, mientras que la IAEA estaba convencida de que dichos materiales eran usados con propósitos industriales; después de la guerra, la IAEA enfatizó el problema de la proliferación, mientras que el reporte de Duelfer mencionó que los materiales eran usados como chatarra. Se encontraron también algunos posibles laboratorios de armas químicas los cuales fueron construidos de manera subsecuente a la invasión de 2003, aparentemente por fuerzas insurgentes.
El 2 de agosto de 2004, el Presidente Bush mencionó que "Sabiendo lo que sé hoy, aún hubiera tomado la decisión de continuar con la guerra.... La decisión que tomé fue la correcta. El mundo está mejor sin Saddam Hussein en el poder."

## Enlaces entre Irak y organizaciones terroristas
Además de los argumentos de que Irak estaba desarrollando armas de destrucción masiva, otra justificación para la invasión estaba relacionada con los nexos entre el gobierno de Saddam Hussein y organizaciones terroristas, particularmente Al-Qaeda. En ese sentido, la Administración de Bush consideró la guerra de Irak como parte de la Guerra contra el Terrorismo. Al igual que con el argumento de que Irak estaba desarrollando armas nucleares y biológicas, múltiples evidencias que unían a Hussein con Al-Qaeda fueron desacreditadas de acuerdo a agencias de inteligencia de los Estados Unidos.

### Al-Qaeda
Con el propósito de unir a Saddam Hussein y Al-Qaeda, la administración de Bush se enfocó en investigar las relaciones entre Hussein y el terrorista de Jordania Abu Musab al-Zarqawi, la secretaria de Estado Powell lo llamó "un colaborador de Osama bin Laden." Justo después del inicio de la guerra; sin embargo, la evidencia de dichas declaraciones fue desacreditada por múltiples agencias de inteligencia y seguridad de los Estados Unidos incluyendo la Agencia Central de Inteligencia  y la Agencia de Inteligencia de la Defensa y de la Oficina del Inspector General del Departamento de Defensa. Un reporte de la CIA a principios de octubre de 2004 "no encontró evidencia clara de una relación entre Irak y Abu Musab al-Zarqawi," Más ampliamente, el grupo Kerr de la CIA resumió en 2004 que "a pesar de haber tenido "un enfoque deliberadamente agresivo" en la realización de búsquedas exhaustivas y repetitivas de tales vínculos ... la Comunidad de Inteligencia [de los Estados Unidos] se mantuvo firme en su evaluación de que no existía ninguna relación operativa o de colaboración".  A pesar de estos hallazgos, el vicepresidente de los Estados Unidos Dick Cheney continuó asegurando que existía un vínculo entre Al-Qaeda y Saddam Hussein antes de la Invasión a Irak de 2003, lo que generó muchas críticas por parte de miembros de la comunidad de inteligencia y líderes demócratas. Durante la invasión, el propio Departamento de Estado de Bush listó 45 países, incluyendo Estados Unidos, donde Al-Qaeda estaba activo. Irak no era uno de ellos.
La falta de evidencia entre la unión del gobierno de Hussein y Al Qaeda llevó a mucho críticos de la guerra a decir que la Administración de Bush fabricó deliberadamente dichos lazos para fortalecer las justificaciones de la invasión a Irak. Estos argumentos fueron apoyados en 2005 cuando se dio a conocer el Memorándum Downing Street en el cual Richard Dearlove (el líder del Servicio de Inteligencia Británico MI6)  escribió que "la inteligencia y los datos fueron modificados por el gobierno [de los Estados Unidos] de acuerdo a su política" de remover a Saddam Hussein del poder. Adicionalmente, en abril de 2007 en unos reportes, el Inspector el General Thomas F. Gamble encontró que la Oficina de Planes Especiales del Departamento de Defensa- dirigido por el entonces subsecretario de la Defensa Douglas J. Feith, un aliado cercano del vicepresidente Dick Cheney y del secretario de Defensa Donald Rumsfeld- supuestamente había manipulado evidencia para fortalecer el caso de la guerra. El Inspector General también destacó en su reporte el papel de los miembros del Congreso Nacional Iraquí, un grupo liderado por Ahmad Chalabi, en dar información falsa sobre inteligencia respecto a las conexiones entre Al-Qaeda para justificar la invasión de Estados Unidos en Irak.

### Otras Organizaciones Terroristas
Cuando se estaba preparando el caso para la invasión de Irak, la Administración de Bush también citó las relaciones de Saddam Hussein con organizaciones terroristas diferentes a Al-Qaeda. Hussein dio ayuda financiera a las familias de los palestinos asesinados en el conflicto -incluyendo cifras de $25,000 a las familias de los suicidas explosivos, algunos de los cuales estaban trabajando con organizaciones militantes del Medio Oriente como Hamas.
Abdul Rahman Yasin, un sospechoso detenido un poco después de los ataques de Explosiones en el World Trade Center de Estados Unidos en 1993, huyó tras su liberación a Irak. Un poco después de su liberación, el FBI encontró evidencia que lo relacionaba con la fabricación de los explosivos. Después de la invasión, el gobierno iraquí documentó la traducción de documentos oficiales del árabe al inglés en los cuales se describía el régimen de Saddam y se mencionaban los pagos mensuales a Yasin mientras residía en los Estados Unidos. Yasin se encuentra en la lista de los terroristas más buscados por el FBI.

## Derechos Humanos
Los Estados Unidos han citado a las Naciones Unidas en la condena de los abusos de los derechos humanos de Hussein como una de las varias razones de la invasión de Irak.
Conforme la evidencia que apoyó a los argumentos de Estados Unidos y Reino Unido sobre la fabricación de armas de destrucción masiva se debilitaba, la Administración de Bush comenzó a poner más atención en asuntos que el Congreso había incluido en la Resolución de Irak, como la violación de los derechos humanos por parte del gobierno de Hussein, como una justificación para la intervención militar.  Se expresó que el gobierno de Hussein violó de manera repetida y violenta los derechos humanos de su población. Durante sus más de 20 años en el poder, Hussein mató y torturó a cientos de ciudadanos iraquíes, incluyendo gaseando y asesinando a cientos de Kurdos en el norte de Irak, durante la década de 1980, reprimiendo brutalmente a los Kurdos y Chiias justo después de la Guerra del Golfo de 1991 y una campaña de 15 años de represión y desplazamiento de los árabes Marsh en el Sur de Irak. En 2003, el Presidente Bush mencionó algunas de las prácticas del gobierno de Saddam para obtener confesiones de los prisioneros mediante la tortura de niños, mientras su padres veían como se les sometía a sus hijos a choques eléctricos, a quemaduras con hierro caliente, derramamiento de ácido sobre la piel, mutilaciones y violaciones.
Algunos críticos han argumentado, a pesar de su reiterada mención en la Resolución Conjunta, que los Derechos Humanos nunca fueron la justificación principal para la guerra, y se convirtió en algo evidente después de que se dieron a conocer las preocupaciones sobre las armas de destrucción masiva y las relaciones entre Hussein y grupos terroristas. Por ejemplo, el 29 de julio de 2003, durante un discurso del Comité de Relaciones Internacionales del Senado, el entonces Secretario de la Defensa Paul Wolfowitz ocupó la mayoría de su tiempo debatiendo los archivos de derechos humanos del gobierno de Hussein, lo que causó que el Senador Lincoln Chafee (R-RI) se quejara de que "en los meses previos a la guerra hubo un ritmo constante de armas de destrucción masiva, armas de destrucción masiva, y Secretario Wolfowitz, en su testimonio de casi una hora aquí esta mañana, sólo una vez -una vez mencionó las armas de destrucción masiva, y eso fue improvisadamente ".
Grupos líderes de derechos humanos como Human Rights Watch y Amnistía Internacional argumentaron además que incluso si las preocupaciones por los derechos humanos fueran una razón fundamental para la invasión, la intervención militar no habría sido justificable por razones humanitarias. Como Ken Roth, de Human Rights Watch, escribió en 2004, a pesar del horroroso historial de Hussein en materia de derechos humanos, "el asesinato en Irak en ese momento no era del carácter excepcional que justificaría tal intervención". 
Más ampliamente, los críticos de la guerra han argumentado que los Estados Unidos y Europa apoyaron el régimen de Hussein durante la década de 1980, un periodo con los mayores actos atroces, lo que causó una duda sobre la sinceridad de las preocupaciones sobre los derechos humanos para justificar una guerra.  Algunos documentos del Archivo Nacional de Seguridad dados a conocer en 2003, mostraron que los Estados Unidos y Europa habían dado apoyo militar y económico a la guerra Irak-Irán con el conocimiento completo de que el gobierno de Hussein usaba armas químicas en contra de los soldados Iraníes y los insurgentes Kurdos. Siguiendo con esta línea, algunos criticaron el uso de los derechos humanos como justificación, como el profesor de leyes de la Universidad de Columbia, Michael Dorf, quien dijo que, durante su campaña para la presidencia Bush había criticado fuertemente el uso de las fuerzas armadas con propósitos de derechos humanos. Algunos otros cuestionaron el hecho de que los derechos humanos fueron suficientes para justificar una intervención militar en Irak y no en otras regiones donde existía una mayor violación a los derechos humanos como Darfur.

### Naciones Unidas
Al final, el Artículo 1.º de la Carta de las Naciones Unidas, la ONU tiene la responsabilidad de "Alcanzar la cooperación internacional para la resolución de conflictos internacionales de orden económico, social, cultural o de índole humanitario y de promover el respeto a los derechos humanos como derechos fundamentales para la libertad sin importar la raza, sexo, idioma o religión." Según artículo 39 de la Carta de las Naciones Unidas todas estas responsabilidades recaen en el Consejo de Seguridad.

### Final de las sanciones
El vicepresidente de los Estados Unidos Dick Cheney, quien llamó a estas sanciones "el sistema de control de armas más intruso de la historia", citó el desglose de estas sanciones como una justificación para la guerra de Irak. Aceptando una estimación polémica y extensa de víctimas debidas a sanciones, Walter Russel Mead argumentó en favor de la guerra como una mejor solución que continuar con dichas sanciones debido a que "Cada año de contención es una Nueva Guerra del Golfo." Sin embargo, el economista Michael Spagat:
"argumenta que la afirmación de que las sanciones habían causado la muerte de más de medio millón de niños [así como lo eran las denuncias de ADM] muy probablemente sea incorrecto".

## Petróleo

### El petróleo no fue un factor en la guerra de Irak
En 2002, al responder una pregunta sobre codiciar campos de petróleo, George Bush dijo
"Esas son las impresiones incorrectas. Tengo un profundo deseo de paz. Eso es lo que deseo. Y Libertad para el pueblo iraquí. No me gustan los sistemas en los que las personas son reprimidas a través de tortura y asesinato para mantener a un dictador en su lugar. Eso me preocupa profundamente. Entonces, el pueblo iraquí debe escucharme fuerte y claro, este país no tiene la intención de conquistar a nadie."
Tony Blair dijo que la teoría de que la invasión de Irak "tenía que ver con el petróleo" era una teoría de conspiración;
"Déjenme tratar con la teoría de conspiración de que esta guerra tiene que ver con el petróleo......La única razón por la cual estamos tomando las acciones que estamos tomando no tiene nada que ver con el petróleo o con ninguna de las otras teorías de conspiración presentadas."
El Primer Ministro de Australia, John Howard, negó en múltiples ocasiones que el petróleo jugaba un papel importante en la guerra de Irakː "Nosotros no vamos ahí ni permanecemos ahí por el petróleo" A inicios de 2003 John Howard dijo
"Ninguna crítica es más indignante que aquella que afirma que el comportamiento de los Estados Unidos está impulsado por el deseo de controlar las reservas de petróleo de Irak."
El candidato presidencial republicano John McCain se vio obligado a aclarar sus comentarios sugiriendo que la guerra de Irak involucró la dependencia estadounidense de petróleo extranjero. Dijo McCain. Para aclarar sus comentarios, McCain explicó que "la palabra 'de nuevo' fue mal interpretada, quiero que eliminemos nuestra dependencia del petróleo extranjero por razones de seguridad nacional, y eso es todo lo que quiero decir". [106]
El candidato presidencial republicano John McCain fue forzado a aclarar sus comentarios que sugerían que la guerra de Irak involucró la dependencia estadounidense de petróleo extranjero. McCain dijo:  "Mis amigos, voy a tener una política energética de la que hablaremos, lo que eliminará nuestra dependencia del petróleo del Medio Oriente que nos impedirá tener que enviar nuevamente a nuestros hombres y mujeres a un nuevo conflicto en el Medio Oriente, " Para esclarecer sus comentarios, McCain explicó que "la palabra "nuevamente" fue mal entendida, quiero que quitemos nuestra dependencia del petróleo extranjero por razones de seguridad, y eso es todo lo que quise decir".

### El petróleo como factor en la guerra de Irak
El Secretario del Tesoro de Bush, Paul O´Neill dijo que las dos primera juntas del Consejo Nacional de Seguridad incluyeron discusiones sobre invadir Irak. Se le dieron algunos documentos que llevaban el título "Plan para Irak post-Sadam" el cual incluía fuerzas de paz, tribunales de crímenes de guerra y un plan para el bienestar del petróleo de Irak. Un documento del Pentágono con fecha del 5 de marzo de 2001, titulado "Posibles Contratistas extranjeros para el Petróleo" incluía un mapa con regiones potenciales para la exploración petrolera.
En julio de 2003, el ministro de asuntos exteriores de Polonia, Włodzimierz Cimoszewicz, dijo "Nunca hemos ocultado nuestro deseo de que algunas de nuestras empresas petroleras polacas tengan acceso a algunas fuentes extras". Esto se acentuó después de que un grupo de empresas polacas firmaran un contrato con Kellogg, Brown and Root, una subsidiaria de Halliburton. Cimoszewicz dijo que el acceso a los pozos petroleros de Irak "era nuestro objetivo último".
En un reporte de la BBC, el periodista Greg Palast alegó que los Estados Unidos "tenían un interés por los pozos petroleros iraquíes" y habían planeado una intervención a Irak desde mucho antes del 11 de septiembre. También se discutió que 2el nuevo plan había sido boquejado por un grupo de neo-conservadores en un intento de usar el petróleo de Irak para destruir el cartel de la OPEP a través de un incremento masivo en la producción de petróleo muy sobre los requerimientos de la OPEP", pero en realidad, la producción de petróleo iraquí decrementó después de la guerra en Irak.
Chuck Hagel, el exsecretario de Defensa de los Estados Unidos, durante una conferencia en la Universidad Católica de América, en la Escuela de Leyes de Colón en 2008 dijo "La gente dice que no estamos peleando por el petróleo, por su pesto que si lo estamos."  El General John Abizaid, comandante de la CENTCOM de 2003 a 2007, dijo en una mesa redonda en la Universidad de Stanford en 2008 sobre la Guerra de Irak, "Claro que todo fue por el petróleo, no podemos negar eso".
Muchas críticas se han enfocado en la relación entre ex-oficiales y compañías energéticas. Pero el presidente y viceresidente fueron oficialmente Directores Ejecutivos de empresas petroleras como Arbusto, Harken Energy, Spectrum 7 y Halliburton. Antes de la invasión a Irak de 2003 y mucho antes de la Guerra del Terror, existían preocupaciones respecto a si algunos miembros del gabinete (incluyendo el Asesor de Seguridad Nacional Condoleezza Rice, es director de Chevron, y el secretario de Comercio Donald Evans, exdirector de Tom Brown Inc.) afectarían las decisiones en política energética. Ninguno de estos oficiales estaba en una posición de beneficiarse directamente por decisiones en política energética;
Algunos centros de compra venta entre 2000 y 2002 publicaron artículos sobre los esfuerzos de Saddam de vender petróleo en los mercados exclusivamente en Euros. Esto pudo ser visto como una manera de presionar o influir a otros estados de la OPEP en cambiar sus políticas de comercio de petróleo con Estados Unidos.
Antes de la guerra, la CIA veía a la producción y venta de petróleo iraquí como un método para financiar las capacidades de producción de armas de destrucción masiva. La CIA desclasificó un documento en 2002 respecto a "Los Programas de Armas de Destrucción Masiva de Irak" el cual menciona en la página 1 que bajo "algunas inferencias importantes sobre los Programas de Armas de Destrucción Masiva de Irak" y "la capacidad de Irak de vender petróleo de manera ilícita estaba incrementando la capacidad de Irak de financiar los programas de armas de destrucción masiva."

#### Empresas petrolera privadas
Irak tiene la quinta reserva de petróleo más grande del mundo estimada en 114 mil millones de barriles con una exploración, se espera que pueda incrementar hasta más de 200 mil millones de barriles En comparación, Venezuela -la fuente más grande petróleo del mundo- tiene 298 mil millones de barriles de reservas de petróleo probadas.
Algunas organizaciones como el Forum de Políticas Globales (FPG) ha acertado en que el petróleo iraquí "es el eje central en el escenario político de la región" en donde, después de la invasión de Irak, alguna compañías esperan ganar contratos petroleros tan lucrativos que puedan generar miles de millones de dólares en ganancias en las siguientes décadas." De acuerdo con el FPG, los Estados Unidos tuvieron influencias sobre la Constitución de Irak de 2005 para asegurarse que "contiene un lenguaje que garantiza una participación importante de compañías extranjeras."

#### Importancia estratégica del petróleo

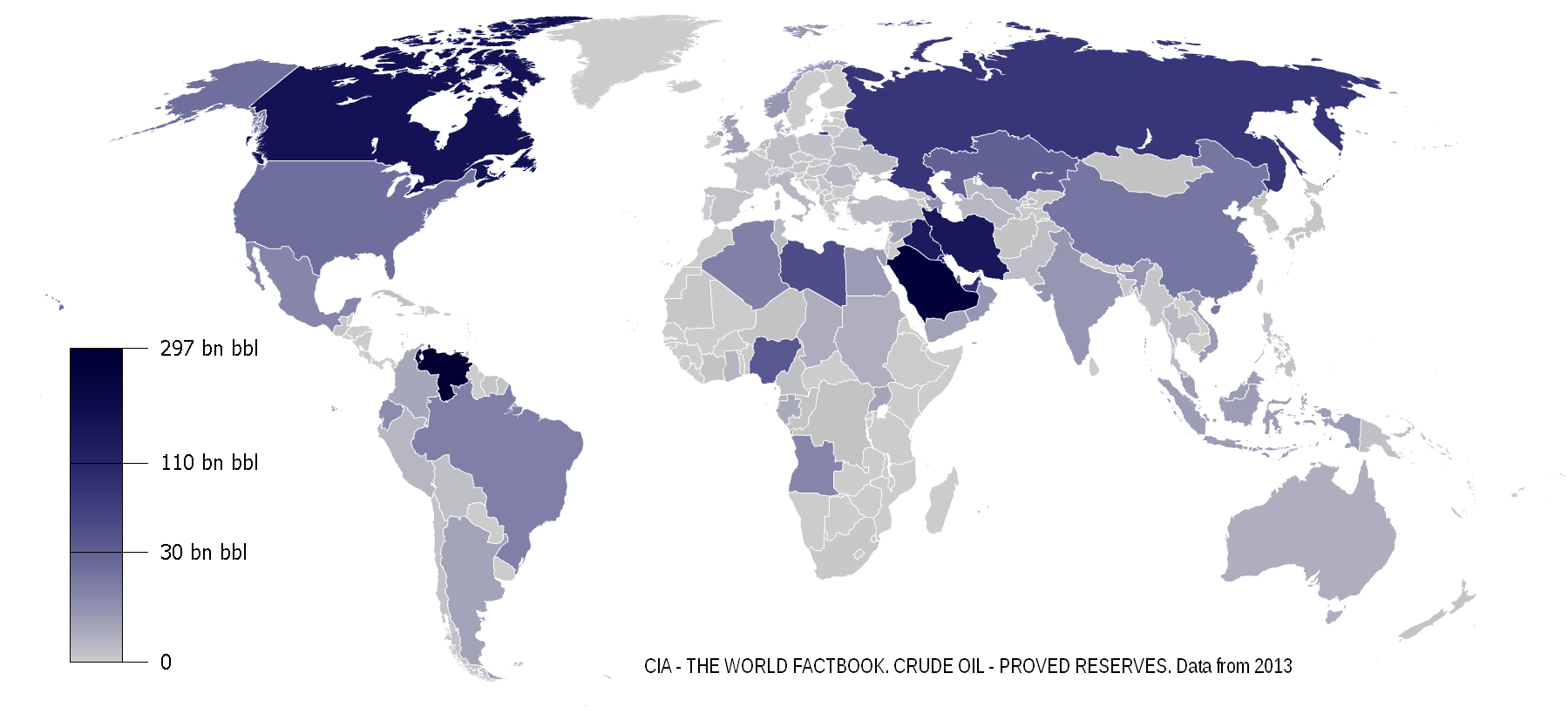
Un mapa de reservas de petróleo (CIA- The World Factbook, 2009).

El petróleo tiene una influencia extraordinaria en el ámbito económico y político alrededor del mundo. La importancia del petróleo a la seguridad nacional no se parece en nada a otras mercancíasː 
"El bienestar moderno depende particularmente en el petróleo, por que virtualmente todas las armas del sistema dependen en combustibles del petróleo - tanques, camiones, vehículos, artillería, aviones y buques. Por esta razón, los gobiernos y el personal en el poder siempre buscan un flujo constante de petróleo durante tiempos de guerra. Dichos gobiernos ven a sus empresas petroleras y sus intereses globales como un sinónimo de interés nacional y apoyan a dichas empresas para controlar nuevas fuentes de petróleo, en vencer rivales extranjeros y en ganar mejores canales de transporte de petróleo."
Algunas de las críticas de la Guerra de Irak decían que los oficiales de Estados Unidos eran representantes del sector privado y que tenían una relación de apoyo a inicios de 2001, cuando el Instituto de Políticas Públicas James Baker III y el grupo Council on Foreign Relations crearon el reporte "Política energética estratégicaː Retos para el Siglo XXI" en donde se describían algunas amenazas como crisis energéticas que incluían el aumento de precios. El reporte recomendaba un re ajuste de las políticas militares, energéticas económicas y políticas de Estados Unidos hacia Irak "con el propósito de disminuir el fenómeno Anti-Estados Unidos en Medio Oriente y en otros lugares y eventualmente aminorar los daños por las restricciones impuestas en Irak. " El reporte urgía en contraste a un discurso calmado del Director Ejecutivo de Chevron Kenneth T. Derr dirigido al Club de la Mancomunidad de California dos años antes, antes de la crisis de electricidad de California, donde dijoː 
"Puede sorprenderte aprender que a pesar de que Irak posee grandes reservas de petróleo y gas - reservas a las que Chevron le encantaría tener acceso, estoy copletamente de acuerdo con las sanciones que le hemos impuesto a Irak."

#### El petróleo y las relaciones internacionales
Después de la invasión a Irak la opinión pública en Jordania, Marruecos, Paquistán y Turquía parecía haber mejorado en cada país con la tendencia de "dudar sobre la sinceridad de la Guerra contra el Terrorismo" y había sido caracterizada en su lugar como " un esfuerzo por dominar el petróleo de Medio Oriente y dominar el Mundo." A pesar de que se ha presentado un desacuerdo acerca de que se quería tener un control y dominación, los excepticos obre la Guerra del Terror se originaron desde antes.  y de manera recurrente en el Proyecto para un Nuevo Siglo Americano ,  una junta neo-conservadora establecida en 1997 por William Kristol y Robert Kagan. La organización hizo algunos planes para su posicionamiento sobre el petróleo, territorio y el uso de la fuerza para el control en una serie de publicaciones que incluyeronː 
- Una carta al Presidente Bill Clinton en 1998ː

"Es difícil añadir que si Saddam no adquiere la capacidad para distribuir armas de destrucción masiva, y que seguramente lo hará se seguimos con lo que estamos haciendo, la seguridad de las tropas estadounidenses en la región, de nuestros amigos y aliados como Israel y los estados árabes Moderados, y una parte de la fuente de petróleo mundial será puesta en riesgo. [...] La única estrategia aceptable será eliminar la posibilidad de que iraquíes esas armas para amenazar. En un corto tiempo esto significa que se deben tomar acciones militares como acciones diplomáticas."
- Un reporte de política exterior en septiembre de 2000ː

"Las fuerzas estadounidenses con las unidades Británicas y Francesas... representan el compromiso de los Estados Unidos con sus aliados en una región de vital importancia. De hecho, los Estados Unidos han buscado tener un papel importante en la seguridad regional del Golfo. Mientras que los conflictos sin resolver con Irak dan una justificación inmediata, la necesidad de una presencia sustancial de fuerzas estadounidenses en el Golfo trasciende el problema del régimen de Saddam Hussein."
- en un llamado a "La liberación de Irak" en mayo de 2001ː

"Dos veces desde 1980, Saddam ha tratado de dominar el Medio Oriente a través de guerras en contra de sus vecinos, las cuales pueden darle control sobre el petróleo de la región y la identidad del mundo árabe. ".
- Una apología en 2004ː

"Su ambición clara y sin límites ha actuado durante tres décadas, y ha tratado de dominar el Medio Oriente, económicamente y militarmente, tratando de adquirir el poderío sobre el petróleo mediante la intimidación o la erradicación de quien se pone enfrente de su camino. Esto, también es una razón poderosa para quitarlo del poder".
De los 18 firmantes de la carte de 1998, 11 ocuparían después un puesto en la Administración de Bushː Elliot Abrams, Richard Armitage, John R. Bolton, Paula Dobriansky, Francis Fukuyama, Zalmay Khalizad, Richard Perle, Peter W.Rodman, Donald Rumselfd, Paul Wolfowitz, y Robert B. Zoellick. Y los officials de la administración Dick Cheney, Eliot A. Cohen, y Lewis Libby quienes firmaron en 1997 el "Tratado de Principios."

## Combate al terrorismo
Adicionalmente a las acusaciones de que el gobierno de Hussein tenía relaciones con Al-Qaeda, la Administración de Bush y otros grupos de apoyo de la guerra argumentaron que una invasión a Irak representaba también una guerra contra el terrorismo. El Presidente Bush se refería a la guerra de Irak como "el eje central de la guerra contra el terror."
En contraste con este argumento, un pequeño grupo de expertos en inteligencia dijeron que la guerra había incrementado el terrorismo, a pesar de que no habían ocurrido actos de terrorismo dentro de Estados Unidos. El Instituto Internacional para Estudios Estratégicos en Londres concluyó en 2004 que la ocupación de Irak había convertido a dicha región en un "pretexto de reclutamiento global" para yidahistas y que la invasión había "galvanizado" Al-Qaeda y había "inspirado de manera perversa la violencia insurgente". El experto en combate al terrorismo Rohan Gunaratna llamó a la invasión de Irak como "un error fatal" que había incrementado el terrorismo en Medio Oriente.  El Consejo Nacional de Inteligencia de Estados Unidos concluyó en enero de 2005 que la guerra en Irak había generado un terreno para una nueva generación de terroristas; David B. Low, el oficial de inteligencia nacional para amenazas transnacionales, indicó que el reporte había concluido que la quire en Irak proveyó de terroristas con un «terreno de entrenamiento, de reclutamiento y la oportunidad de desarrollar habilidades.... incluso bajo el mejor escenario a lo largo del tiempo, la probabilidad de que algunos yidahistas que no han sido asesinados se dispersarán entre varios países». El presidente del Consejo Robert L. Hutchings dijo: «En este momento, Irak es un imán para la actividad terrorista internacional». Y las estimaciones de Inteligencia Nacional, que subrayaron las recomendaciones de las 16 agencias de seguridad de los Estados Unidos, mantuvieron que «hay una causa para celebrar para los yidahistas, teniendo un gran resentimiento contra Estados Unidos y cultivando seguidores para un movimiento yidahista global».
Los líderes de Al-Qaeda también publicaron que la Guerra de Irak dio u gran apoyo a sus esfuerzos de reclutamiento, dando evidencia a los Yidahistas a nivel mundial que Estados Unidos está en una guerra con el Isla, y con el terreno de entrenamiento para nuevas generaciones de Yidahistas para luchar contra fuerzas armadas de Estados Unidos. En octubre de 2003, Osama Bin Laden anunció: «Alegraos de las buenas noticiasː Estados Unidos está atascado en los pantanos entre el Tigris y Eufrates. Bush está aquí por Irak y su petróleo, y es una presa fácil. Aquí está ahora, gracias a Dios en una situación incómoda en la cual Estados Unidos está siendo derrotado a los ojos de todo el mundo»." Tomando como broma este acontecimiento, el comandante de Al-Qaeda Seif al-Adl agradeció por la guerra de Irak e indicó: «Los estadounidenses mordieron el cebo, han caído en nuestra trampa». En una care del líder de Al-Qaeda Atiyah And al-Rahman encontrada en Irak, fue dada a conocer a las fuerzas de los estados unidos en octubre de 2006, indicando que Al-Qaeda percibía que la guerra fue benéfica en dos puntosː "La más importante, que los yidahistas se mantienen con firmeza... de hecho es de nuestro interés prolongar la guerra."

## Otras justificaciones

### Llevar democracia a Medio Oriente
Una de las justificaciones de la Administración de Bush fuer que se pretendía quitar a Saddam Hussein del poder e instalar un gobierno democrático en Irak, lo que llevaría a promover la democracia en otros países de Medio Oriente.  Los Estados Unidos también proclamaron que las monarquías de Jordania, Arabia Saudita y el Gobierno Militar de Paquistán eran aliados de Estados Unidos, a pesar de los abusos a los derechos humanos y la subversión a la democracia. Como vicepresidente, Dick Cheney argumentó en un discurso en 2002 en la Convención Anual de Veterano en Guerras extranjeras "Cuando todas las amenazas sean eliminadas, los ciudadanos libres de dicha región tendrán la oportunidad de ejercer sus valores y podrán traer paz." En una reunión en el Día de los Veteranos en 2003, el Presidente Bush mencionóː

Nuestra misión en Iraq y Afganistán es clara para nuestros miembros del servicio -y clara para nuestros enemigos. Nesters hombres y mujeres están luchando para asegurar libertad de más de 50 millones de personas quienes han vivido durante las más crueles depravaciones de la vida. Nuestros hombres y mujeres están luchando para ayudar a la democracia y la justicia en una región tan violenta. Nuestros hombres y mujeres están peleando contra nuestros enemigos terroristas a miles de kilómetros lejos en el corazón del centro de su poder, de manera que no veamos a dichos terroristas en el corazón de Estados Unidos.

### Establecer presencia militar de largo término en Medio Oriente
El General de Estados Unidos Jay Garner,  quien estaba a cargo de la planeación y administration de la reconstrucción de Irak después de la guerra, comparó la ocupación de Irak a la de Filipinas en una entrevista en 2004 con el National Journal ː "Vean hacia a truss hacia Filipinas cerca de finales del siglo XIXː mantuvimos una estación naval lo que nos permitió tener presencia en el Pacífico. Eso es lo que le espera a Irak en las próximas décadasː una estación que nos permita tener presencia militar en Medio Oriente", "Una de las cosas más importantes que podemos hacer ahora mismo es poder obtener derechos con las autoridades iraquíes", " Espero que sean de largo tiempo.... Y pienso que tendremos derechos sobre instalaciones en el norte y sur..... queremos mantener lameness una brigada", añadió Garner.
Además, el reporte del Congreso dijo que el dinero destinado para estas operaciones "era de una magnitud correspondiente a una base permanente".

### Inspiración Divina
Nail Shaath le dijo a la BBC que de acuerdo con una conferencia con el líder Palestino Mahmoud Abbas, Bush dijo, "Dios me inspiró a destruir Al-Qaeda, así que los golpee y tengo la inspiración para derrotar a Saddam, así que lo golpee." Haaretz  dio una traducción similar de diez minutos. Cuando un árabe en el  Washington Post tradujo el mismo manuscrito, se le indicó a Bush que dijera que Dios lo había inspirado a "terminar con la tiranía de Irak".
En una entrevista de 2003, Jacques Chirac, Presidente de Francia en aquel momento, afirmó que el Presidente George W. Bush le pidió que enviara tropas a Irak para detener God y Magog "Los jinetes satánicos de la Apocalipsis Bíblicos."  De acuerdo a Chirac, el líder estadounidense apeló a su "sentido común" y le dijo "Gog y Magog están trabajando en el Medio Oriente..... Las profecías bíblicas se están cumpliendo..... Estas batallas están vigiladas por Dios, quien quiere que este conflicto bored a los enemigos de su pueblo antes de que empiece una nueva era."

### Supuestas tramas de la Inteligencia iraquí
David Harrison dijo en el  Telegraph  que había encontrado documentos secretos que mostraban que el presidente ruso Vladímir Putin ofreció el uso del asesinato del régimen de Saddam para eliminar blancos del Occidente, en noviembre de 2000.

#### Supuesto involucramiento Ruso
El desertor de la Inteligencia Rumana Ion Mihai Pacepa alegó que se preparó una operación para remover armas químicas preparada por la Unión Soviética para Libia y que se le dijo treinta años antes por el presidente de Rumania Nicolae Ceauşescu, el Presidente de la KGB Yury Andropov y después, Yevgeny Primakov, acerca de que había un plan similar para Irak. Es "perfectamente obvio", escribió Pacepa que agencias rusas ayudaron a Saddam Hussein a destruir, esconder o transferir armas químicas antes de la invasión de Irak en 2003, después de todo, "Rusia ayudó a Saddam a tener acceso a dichas armas."[13]
John Loftus, director del Congreso de Inteligencia, dijo el 16 de noviembre de 2007 para la revista FrontPage que muchos documentos de Irak respecto a las armas de destrucción masiva habían sido transferidos a otros países como Siriaː "Como se mencionó en más detalle en mi reporte completo, los servicios secretos de Reino Unido, Ucrania y Estados Unidos creen que los Rusos organizaron una evacuación de último minuto para el arsenal de armas químicas y de destrucción masiva de Bagdad a Siria." Sus investigadores dicen que encontraron documentos en los que se ordena el almacenamiento de armas nucleares en instalaciones en el río Éufrates unas semanas antes de la invasión.[14]

#### Siria
El general iraquí Georges Sada dijo que a finales del verano de 2002, Saddam había ordenado mover todo el arsenal a Siria. Apreció en las noticias de Fox en enero de 2006. Anticipando la llegada de los inspectores de armas en noviembre, Sada le dijo a Saddam que tomara ventaja del Desastre de la presa Zeyzoun para mover dicho arsenal del país hacia Siria, y todo fue desplazado por aire y tierra.
En enero de 2004, Nizar Nayuf, un periodista Sirio que se mudó a Europa Occidental dijo en una carta al periódico De Telegraaf que sabía los tres sitios donde se encontraban las armas de destrucción masiva de Irak en Siria. De acuerdo con testigos de Nayuf, se describió como un almacén dentro de instalaciones militares en Siria,[16]en detalle, las armas de destrucción masiva de Irak se encontraban en túneles cavados bajo la ciudad de al-Baiada cerca de la ciudad de Hama al norte de Siria, en la Villa de Tal Snan al norte de la Ciudad de Salamija, donde hay un gran campo aéreo Sirio y en la ciudad de Sjinsjar en la frontier de Siria con Líbano, al sur de la Ciudad de Homs. Payoff también escribió que la transferencia de armas desde Irak hacia Siria fue organizadas por comandantes de Hussein, incluyendo al General Shalish, con la ayuda de Assef Shawkat, sobrino de Bashar Assad.[17]
El 12 de octubre de 2002- Newsman escribieron que el corresponsal de la cadena CNSNewsJeff Johnson reportó al Senado de Estados Unidos y querían una prueba de que existía una conexión entre las explosiones en la Ciudad de Oklahoma e Irak después de recibir 22 notificaciones de los residentes de Oklahoma de haber visto a 8 hombre de Medio Oriente, incluyendo un excombatiente republicano iraquí (Hussain Al-Hussaini). Jayna Davis realizó la teoría de que presuntamente existía una conexión entre las explosiones en la Ciudad de Oklahoma e Irak, al igual que dichas explosiones y Al-Qaeda.
Abdul Rahman Yasin, un sospechoso detenido poco después del atentado del World Trade Center de 1993, fue liberado y deportado a Irak. Poco tiempo después de su liberación, el FBI descubrió evidencia que lo unía con la creación de las bombas. Después de la invasión, el gobierno iraquí tradujo documentos donde se describía que el gobierno de Saddam le pagaba a Yasin mientras residía en Estados Unidos. Hoy en día Yasin es uno de los terroristas más buscados por el FBI.
John Lumpkin, un Escritor de Prensa, consolidó algunas aclaraciones hechas por el viceresidente Cheney relacionadas con las explosiones en el WTC e Irak. Cheney indicó que el gobierno iraquí de Hussein culpaba al FBI de tener fugitivo a Yasin, alegando que él había participado en la mezcla de químicos en las bombas utilizadas en el ataque de 1993 en el WTC. Y durante las negociaciones en la invasión de Irak, Saddam se negó a extraditarlo.
La cadena de noticias Fox News dijo que la evidencia encontrada en Irak después de la invasión fue utilizada para evitar el intento de asesinato del embajador de Pakistán en Nueva York.
Oficiales del gobierno de Estados Unidos han dicho que después de la invasión, Yemen y Jordania detuvieron ataques terroristas en contra de blancos de occidente en dichas naciones. Los servicios de inteligencia de Estados Unidos también advirtieron a otros 10 pause que pequeños grupos de inteligencia iraquí estaban preparando ataques similares.
Después de la crisis de rehenes en la escuela Beslan, las escuelas públicas prepararon planes de crisis y se almacenaron en discos ante un posible ataque iraquí y se distribuyeron a lo largo de Estados Unidos. La información en los discos estaba al acceso de todo el público y algunos oficiales de Estados Unidos dijeron que "era poco claro que al descargar este material se corrían menos riegos en las escuelas".

### Presión sobre Arabia Saudita
Las operaciones en Irak fueron el resultado de los deseos de Estados Unidos para ejercer presión sobre Arabia Saudita. Mucho del financiamiento de Al-Qaeda provenía de Arabia Saudita a través de canales que quedaron después de la guerra de Afganistán. Los Estados Unidos, con la intención de detener este apoyo económico, presionaron a Arabia Saudita a trabajar con Occidente. Los sauditas en el poder, temiendo un colapso Islámico si cooperaban con los Estados Unidos, se rehusaron. Para ejercer mayor presión sobre Arabia Saudita se llevó a cabo la invasión. Una acción de esa naturaleza demostraría el poder del ejército de los Estados Unidos y pondría tropas estadounidenses cerca de Arabia Saudita, y demostraría que los Estados Unidos no necesitan aliados Sauditas para protegerse así mismo del Medio Oriente.

## Críticas a las justificaciones de la guerra de Irak
A pesar de los esfuerzos de obtener el apoyo de la opinión pública, la invasión de Irak fue vista por muchos, incluyendo a Kofi Annan, El Secretario General de las Naciones Unidas, Lord Goldsmith, el Procurador General del Reino Unido, y a Human Rights Watch como una violación al derecho internacional, violando la Carta de las Naciones Unidas, especialmente desde que los Estados Unidos perdieron el apoyo de la ONU. En 41 países la mayoría de la población no apoyó la invasión sin una sanción de la ONU y la otra mitad no apoyaba la intervención bajo ninguna circunstancia. En Estados Unidos, el 73% de los ciudadanos apron la invasión. Para obtener apoyo internacional, los Estados Unidos formaron la "Coalición del Bien" con el Reino Unido, Italia, Polonia, Australia y otros países a pesar de que la mayoría de sus ciudadanos se oponían a dicha invasión. Ocurrieron protestas masivas en contra de la guerra en Estados Unidos y en otras partes del mundo. En el momento de la invasión, se les expulsó de la ONU a algunos inspectores de la UNMOVIC. Algunos inspectores solicitaron más tiempo porque el "desarme, en caulker escala no es inmediato".
Después de la invasión, no se encontraron armas de destrucción masiva, a pesar de que se encontraron 500 municiones abandonadas de armas químicas, en su mayoría degradas que quedaron de la Guerra Irán-Irak. El grupo The Kelly Affair resaltó un posible intento del Gobierno Británico para fabric evidencias para justificar la decisión del primer ministro de entrar en la Guerra. El Comité de Inteligencia del Senado no encontró evidencia sustancial para justificar las conexiones entre Irak y Al-Qaeda. Desde entonces, el Presidente Bush ha admitido que "mucha de la inteligencia resultó ser incorrecta". A pesar de que se encontró alguna evidencia en la búsqueda de armas de destrucción masiva por el Grupo de Investigaciones de Irak, el reporte final en septiembre de 2004 mencionó "Mientras que se encontró un pequeño número de municiones químicas abandonadas, se cree que Irak destruyó todo su arsenal en 1991. No hay indicios creíbles de que Bagdad reactivó su producción de armas químicas, con el objetivo de que se le retiraran las sanciones. " En marzo de 2005, en un apéndice al reporte, el Consejero Especial añadió "Se pueden encontrar en Irak más armas químicas degradadas, que el antiguo régimen olvidó reportar o que se destruyeron de manera inapropiada en 1991. Se cree que estas armas fueron abandonadas o perdidas durante la guerra Irán-Irak." (Para una comparación, el Departamento de Defensa de los Estados Unidos, fue incapaz de reportar en 1998 "56 aviones, 32 tanques y 36 unidades de comando".) Se cree también que Saddam no quiso verificar el desarme de armas de destrucción masiva de Irak por miedo de parecer débil frente a sus enemigos.
Clare Short, dice que en julio de 2002, los ministros del gobierno de Reino Unido fueron informados que Reino Unido estaba decidido en participar con Estados Unidos en la invasión de Irak. Tony Blair acordó tomar participación militar contra Saddam Hussein con la preocupación de las armas de destrucción masiva, en una reunión con el Presidente George W. Bush, junto con el estaban presentes tres oficiales británicos - El secretario de Defensa Geoff Hoon, el secretario de Relaciones Exteriores Jack Straw y el director del Servicio Secreto de Inteligencia (MI6) head Sir Richard Dearlove.
En Europa, el movimiento de paz fue muy fuerte, especialmente en Alemania, donde tres cuartos de la población se opusieron a la guerra. Diez países miembro de la OTAN no se unieron a la coalición con los Estados Unidos y sus ladders hicieron declaraciones públicas en oposición a la invasión de Irak. Estos líderes incluyeron Gerhard Schroeder de Alemania, Jacques Chirac de Francia, Guy Verhofstadt de Bélgica, y Recep Tayyip Erdoğan de Turquía. La percepción pública de los Estados Unidos cambió dramáticamente como consecuencia de la invasión.
Otros posibles objetivos de Estados Unidos, negados por el gobierno pero ratificados por el General retirado Jay garner, incluyeron el establecimiento de una base militar permanente en Irak, como mecanismo para proyectar poder a la regio del Golfo Pérsico rico en petróleo y en Medio Oriente en general. En febrero de 2004, Jay Garner quien estaba a cargo de la planeación y administración de la reconstrucción de Irak después de la guerra, explicó que la ocupación de Irak era similar a un modelo de Filipinas. Garner fue remplazado por Paul Brener después de que algunos reportes indicaron que tenía una posición en SY Coleman, una división de contratistas en comunicación L-3 especializados en defensas anti misiles. Se cree que el papel de esta compañía fue decisivo en Irak. El Comité del Senado de Asuntos Internos dijo que el reporte que acompaña a la legislación de emergencia fue de una "magnitud normal asociada a un trasfondo permanente." Sin embargo, la Casa de Representantes de los Estados Unidos votó a favor en 2006 de no hacer ningún pago para tener bases permanentes en Irak.